# Shang Lin Xin
Shang Lin Xin, var en kinesisk monark. Han var kung av Shangdynastin 1175–1172 f.Kr.